# Fridolin Krasser

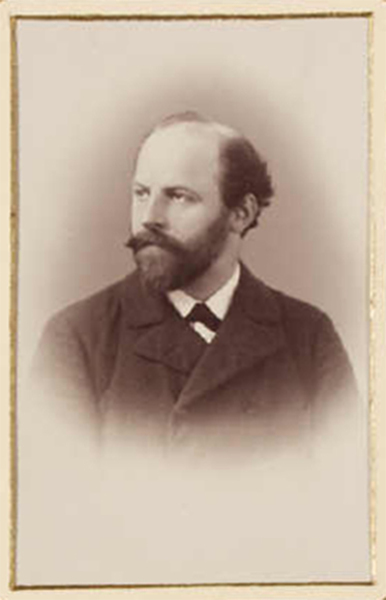

Fridolin Krasser (* 31. Dezember 1863 in Iglau, Südböhmen; † 24. November 1922 in Prag) war ein österreichischer Paläobotaniker. Sein offizielles botanisches Autorenkürzel lautet „Krasser“.

## Leben
Krasser war der Sohn eines Oberrealschuldirektors und mütterlicherseits ein Großneffe Franz Schuberts. Er studierte an der Universität Wien unter Julius von Wiesner mit dem Schwerpunkt Pflanzenphysiologie. Seit 1887 mit dem Beginn seiner Tätigkeit als Volontär in der geologisch-paläontologischen Abteilung des Naturhistorischen Hofmuseums Interesse an der Phytopaläontologie. Seit 1889 Wiesners Assistent, wurde er 1890 Privatdozent für Anatomie und Physiologie der Pflanzen an der Universität Wien. Seit 1897 arbeitete er im selben Amt auch an der Hochschule für Bodenkultur, im selben Jahr erhielt er von der Universität einen Lehrauftrag für Phytopaläontologie. Von 1895 bis 1902 war er wissenschaftlicher Beamter im Hofmuseum, 1901 außerordentlicher a.o. Professor und von 1902 bis 1906 Professor für Botanik an der Höheren Bundeslehranstalt und Bundesamt für Wein- und Obstbau in Klosterneuburg. Von 1906 bis 1911 war er a.o. Professor, danach o. Professor an der Deutschen Technischen Hochschule in Prag mit einem Lehrauftrag für Phytopaläontologie. Krasser arbeitete während der ersten Hälfte seiner Karriere hauptsächlich auf den Feldern Physiologie und Anatomie der Pflanzen, später hingegen auch in der angewandten Botanik. Zentraler Interessenbereich war jedoch stets die Paläobotanik. Nach ihm ist die Pflanzengattung Krassera O.Schwartz aus der Familie der Schwarzmundgewächse (Melastomataceae) benannt.

## Schriften
- Bemerkungen zur Systematik der Buchen. In: Annalen des k. k. Naturhistorischen Hofmuseums. Band 11, Nr. 2, 1896, ISSN 0083-6133, S. 149–163 (biodiversitylibrary.org).
- Beiträge zur Kenntniss der Fossilen Kreideflora von Kunstadt in Mähren. In: Beiträge zur Paläontologie und Geologie Österreich-Ungarns und des Orients. Band 10, Nr. 3, 1896, ZDB-ID 539518-5, S. 113–152 (zobodat.at [PDF]).
- Die von W. A. Obrutschew in China und Centralasien 1893–1894 gesammelten fossilen Pflanzen. In: Denkschriften der Kaiserlichen Akademie der Wissenschaften. Mathematisch-Naturwissenschaftliche Classe. Band 70, 1901, ZDB-ID 961131-9, S. 139–153 (biodiversitylibrary.org).
- Fossile Pflanzen aus Transbaikalien, der Mongolei und Mandschurei. In: Denkschriften der Kaiserlichen Akademie der Wissenschaften. Mathematisch-Naturwissenschaftliche Klasse. Band 78, 1906, S. 589–634 ZDB-ID 961131-9, (biodiversitylibrary.org).
- Männliche Williamsonien aus dem Sandsteinschiefer des unteren Lias von Steierdorf im Banat. In: Kaiserliche Akademie der Wissenschaften in Wien. Mathematisch-Naturwissenschaftliche Klasse. Denkschriften. Band 93, 1917, ZDB-ID 961131-9, S. 1–14 (biodiversitylibrary.org).